# 라이징 액션스타 2008
《라이징 액션스타 2008》은 2008년에 채널CGV에서 방송된 액션배우 선발 오디션 프로그램이다. 이지석(1992년 ~, 문창고)과 이예은(1991년 ~, 성남여고)이 선발되었다.